# Gertruda Babenberská (1241)
Gertruda Babenberská (1210/1215 – před 10. března 1241) byla durynská lantkraběnka z dynastie babenberské. Narodila se jako dcera rakouského vévody Leopolda VI. a byzantské princezny Theodory. V únoru 1238 byla svým bratrem Fridrichem, jenž byl v tu dobu již po otci vládnoucím vévodou, provdána ve Vídeňském Novém Městě za durynského lantkraběte Jindřicha Raspeho. Manželství bylo bezdětné a Gertruda záhy zemřela.